# Jamie Clayton
Jamie Clayton, née le 15 janvier 1978 à San Diego, est une actrice américaine, également mannequin,,. Elle est surtout connue pour avoir joué dans les séries originales Netflix Sense8 et Designated Survivor.

## Biographie
Jamie Clayton est une femme trans,, qui est née et a grandi à San Diego, en Californie. Son père Howard est un avocat de la défense pénale et sa mère Shelley, planificatrice d'événements.
À l'âge de 19 ans, elle déménage à New York pour suivre une carrière de maquilleuse.

## Carrière
En 2010, Clayton est la maquilleuse et co-animatrice, sur VH1, la première émission de relooking TRANSform Me (en). L'année suivante, elle joue le rôle récurrent de Kyla dans la troisième saison de Hung sur HBO.
Depuis juin 2015, elle joue l'un des huit personnages principaux dans la série originale Netflix Sense8, Nomi Marks, une femme trans, blogueuse et hackeuse de San Francisco,,.
En 2016, elle apparaît dans le film The Neon Demon de Nicolas Winding Refn, et en 2017 dans Le bonhomme de neige de Tomas Alfredson.
En 2019, elle fait partie des actrices récurrentes de la série The L Word: Generation Q.

## Influence et prises de position
En 2011, elle est citée par Out Magazine dans le cadre de leurs « Out 100 ». En 2016, elle critique les choix faits par certains réalisateurs d'embaucher des personnes cisgenres pour jouer des personnages transgenres après l'annonce du casting du film Anything de Mark Ruffalo, où Matthew Bomer est engagé pour jouer Freda, une travailleuse transgenre. En 2018, c'est à Scarlett Johansson qu'elle reproche de vouloir jouer le rôle d’un homme trans dans le prochain film de Rupert Sanders, Rub & Tug.

## Filmographie

### Cinéma
- 2016 : The Neon Demon de Nicolas Winding Refn : directrice de casting
- 2017 : Le Bonhomme de neige (The Snowman) de Tomas Alfredson : Edda
- 2017 : The Chain de David Martin Porras : Dr. Ryan
- 2020 : Disclosure de Sam Feder : elle-même.
- 2022 : Hellraiser de David Bruckner : Pinhead

### Télévision
- 2010 : TRANSform Me (en) : elle-même (8 épisodes)
- 2011 : Hung : Kyla (2 épisodes, saison 3)
- 2012 : Dirty Work (en) : Michelle (3 épisodes)
- 2012 : Ma femme, ses enfants et moi (Are We There Yet?) : Carla Favers (épisode 50, saison 3)
- 2013 : Hustling : Nadya (1 épisode)
- 2015-2018 : Sense8 : Nomi Marks (24 épisodes)
- 2016 : Same Same : Niamh (1 épisode)
- 2016 : Motive : Avery Bowman (épisode 2, saison 4)
- 2018 : Designated Survivor : Sasha Booker (saison 3)
- 2019-2022: The L Word: Generation Q : Tess Van De Berg (18 épisodes)
- 2020 : Roswell, New Mexico : Agent Grace Powell / Charlie Cameron (épisode 8, saison 2)
- 2024 : Twilight of the Gods : Aile, la Seid-Kona (voix)

### Doublage
- 2017 : Mass Effect: Andromeda (jeu-vidéo) : Jien Garson (voix anglaise)